# Savages
Savages är det nionde albumet av det amerikanska thrash/groove metal-bandet Soulfly. Albumet spelades in av producenten Terry Date som bland annat har producerat band som Pantera, Deftones, Slipknot och Soundgarden. Detta är även Soulflys första album med Max Cavaleras son Zyon Cavalera på trummor, efter att David Kinkade hoppade av och slutade med musik på heltid.

## Låtlista
1. "Bloodshed" - 6:55
2. "Cannibal Holocaust" - 3:29
3. "Fallen" - 5:55
4. "Ayatollah of Rock 'n' Rolla" - 7:29
5. "Master of Savagery" - 5:10
6. "Spiral" - 5:34
7. "This is Violence" - 4:23
8. "K.C.S." - 5:15
9. "El Comegente" - 8:17
10. "Soulfliktion" - 5:43

### Digipak Bonusspår
1. "F**k Reality" - 5:25
2. "Soulfly IX" - 5:55

## Medverkande
- Max Cavalera - sång, gitarr, sitar
- Marc Rizzo - gitarr, sitar
- Tony Campos - bas, sång på "El Comegente"
- Zyon Cavalera - trummor, slagverk

### Gästmedverkande
- Igor Cavalera Jr. (Lody Kong) - sång på "Bloodshed"
- Jamie Hanks (I Declare War) - sång på "Fallen"
- Neil Fallon (Clutch) - sång på "Ayatollah of Rock 'n' Rolla"
- Mitch Harris (Napalm Death) - sång på "K.C.S."